# Lonlay-l’Abbaye
Lonlay-l’Abbaye ist eine französische Gemeinde mit 1.118 Einwohnern (Stand: 1. Januar 2022) im Département Orne in der Region Normandie. Sie gehört zum Arrondissement Argentan und ist Teil des Kantons Domfront en Poiraie. Die Einwohner werden Lonléens genannt.

## Geographie
Lonlay-l’Abbaye liegt etwa 64 Kilometer nordwestlich von Alençon am Fluss Égrenne. An der nördlichen Gemeindegrenze verläuft das Flüsschen Halouze. Die Gemeinde gehört zum Regionalen Naturpark Normandie-Maine. Umgeben wird Lonlay-l’Abbaye von den Nachbargemeinden Tinchebray-Bocage im Norden, Saint-Bômer-les-Forges im Osten, Domfront-en-Poiraie im Süden, Saint-Georges-de-Rouelley im Westen und Südwesten sowie Ger im Westen und Nordwesten.

## Bevölkerungsentwicklung
| Jahr                      | 1962 | 1968 | 1975 | 1982 | 1990 | 1999 | 2006 | 2013 |
| Einwohner                 | 1601 | 1512 | 1435 | 1345 | 1256 | 1152 | 1195 | 1144 |
| Quelle: Cassini und INSEE |      |      |      |      |      |      |      |      |

## Sehenswürdigkeiten
- Kloster Lonlay aus dem 11. Jahrhundert, seit 1931 Monument historique
- Sarkophag von La Thomassière, seit 1933 Monument historique

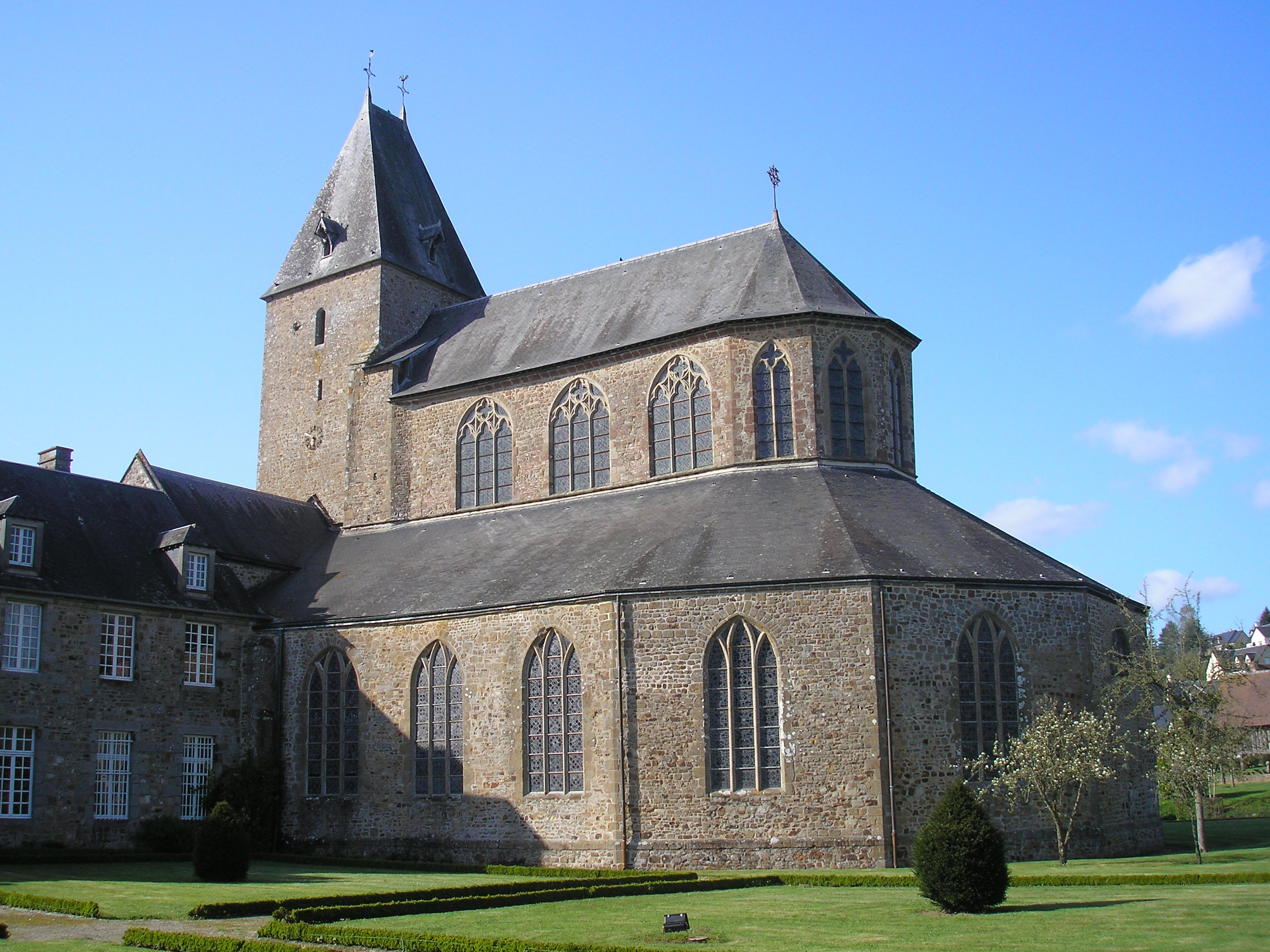
Klosterkirche von Lonlay

## Gemeindepartnerschaft
Mit der britischen Gemeinde Stogursey in der englischen Grafschaft Somerset besteht seit 1986 eine Gemeindepartnerschaft. 

## Persönlichkeiten
- René Prosper Tassin (1697–1777), Benediktinermönch und Historiker
- Alain Corbin (* 1936), Historiker